# IC 1123
IC 1123 — галактика типу * (зірка) у сузір'ї Волопас.
Цей об'єкт міститься в оригінальній редакції індексного каталогу.